# Naturschutzgebiet und Biogenetisches Reservat Karlstifter Moore

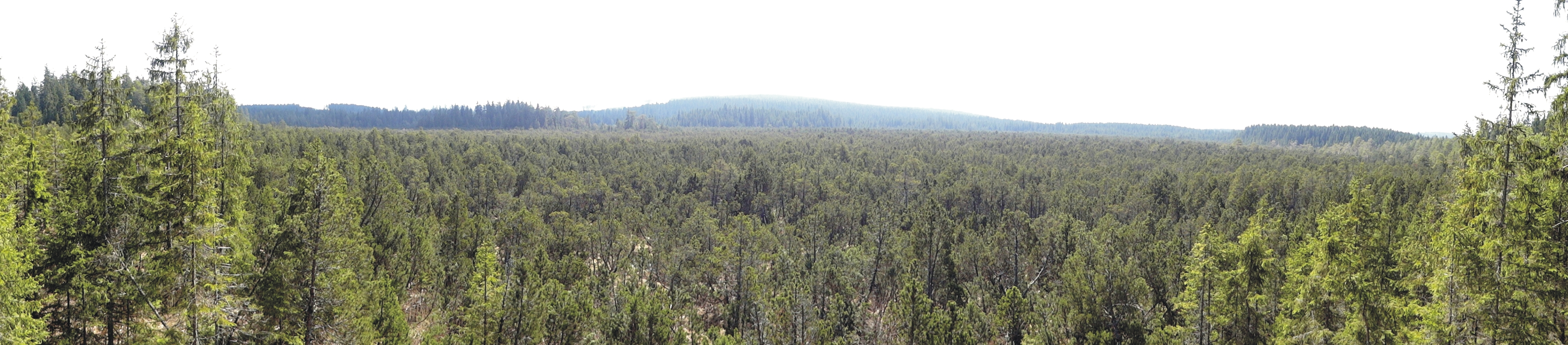
Die Große Heide ist das größte der fünf Teilmoore des Naturschutzgebietes Karlstifter Moore.

Das Naturschutzgebiet und Biogenetische Reservat Karlstifter Moore umfasst fünf Teilgebiete im Bereich von Karlstift (Gemeinde Bad Großpertholz). Diese fünf Hochmoorflächen bzw. Teile davon (Sepplau, Große Heide, Kleine Heide, südliches Wurzelsteigmoor und Lattenwegau) wurden 1981 als Naturschutzgebiet „Karlstifter Moore“ ausgewiesen. Die Fläche wurde 1998 mit 64,1 ha und aktuell mit 61,1 ha angegeben.
Die Moorflächen wurden 1989 vom Europarat auch als Biogenetisches Reservat ausgewiesen. Die Reservatsfläche ist mit 64,1 ha angegeben.

## Moortypen und Bedeutung
Bei den Naturschutzgebietsflächen handelt es sich um sauer-oligotrophe Hochmoore, die fast gänzlich mit Moorspirken (Pinus mugo subsp. rotundata), einer besonderen Form der Latsche (Pinus mugo), bestanden sind. Zwei dieser Moore wurden in der höchsten Kategorie "von internationaler Bedeutung" eingeordnet.

## Charakteristische Flora und Fauna
Als charakteristische Elemente von Flora und Fauna werden genannt:
Auerhuhn (Tetrao urogallus), Birkhuhn (Tetrao tetrix syn. Lyrurus tetrix), Kreuzotter (Vipera berus), Hochmoor-Laufkäfer (Carabus menetriesi ssp. pacholei), Hochmoorgelbling (Colias palaeno), Hochmoor-Bläuling (Plebejus optilete), Rosmarinheide (Andromeda polifolia), Zwerg-Birke (Betula nana), Rundblättriger Sonnentau (Drosera rotundifolia), Siebenstern (Trientalis europaea), Gewöhnliche Moosbeere (Vaccinium oxycoccos), unterschiedliche Arten von Torfmoose wie Sphagnum fallax, Sphagnum fuscum, Sphagnum nemureum, Sphagnum magelanicum u. a.

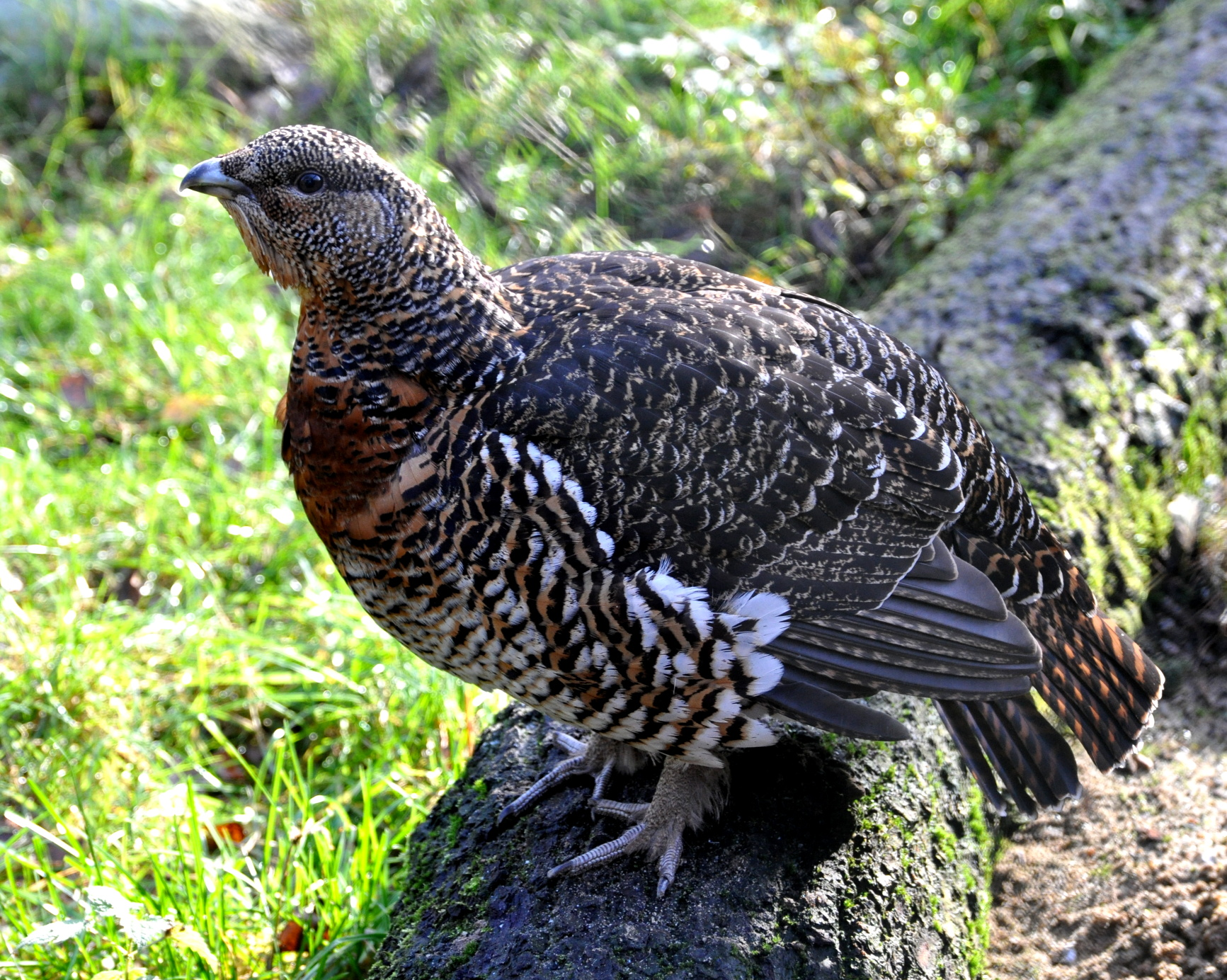
Auerhuhn (Tetrao urogallus).
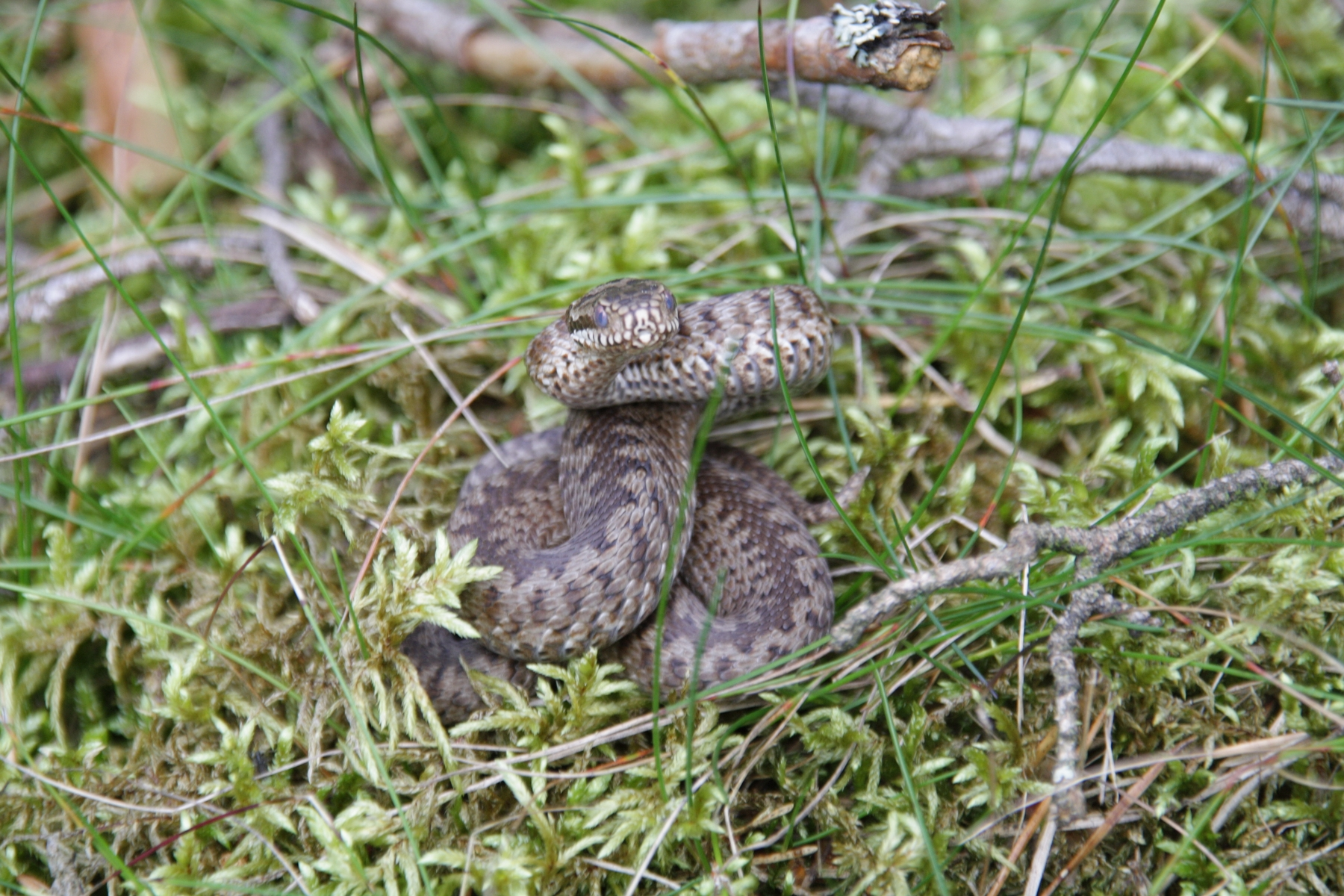
Kreuzotter (Vipera berus).
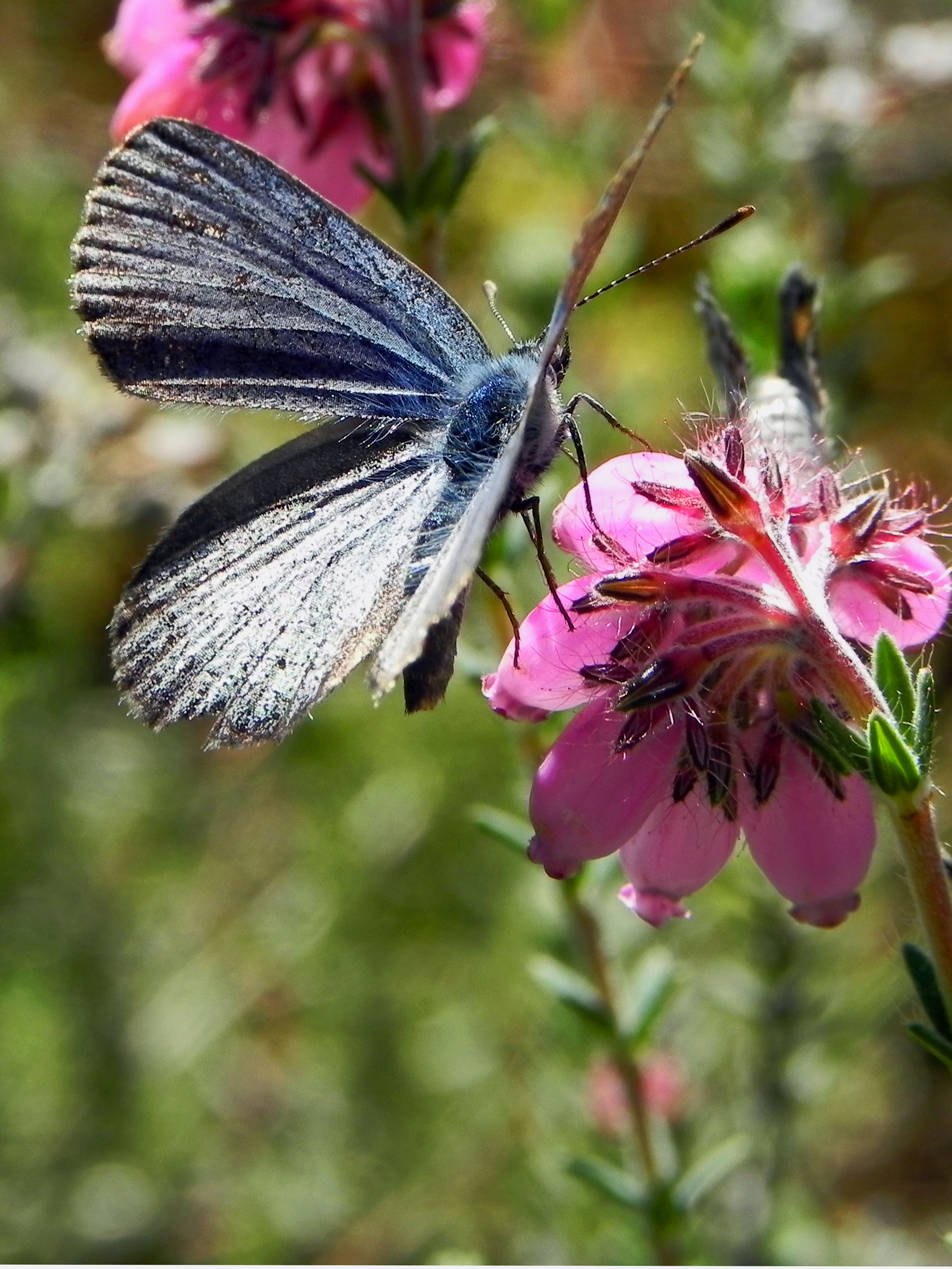
Hochmoor-Bläuling (Plebejus optilete).
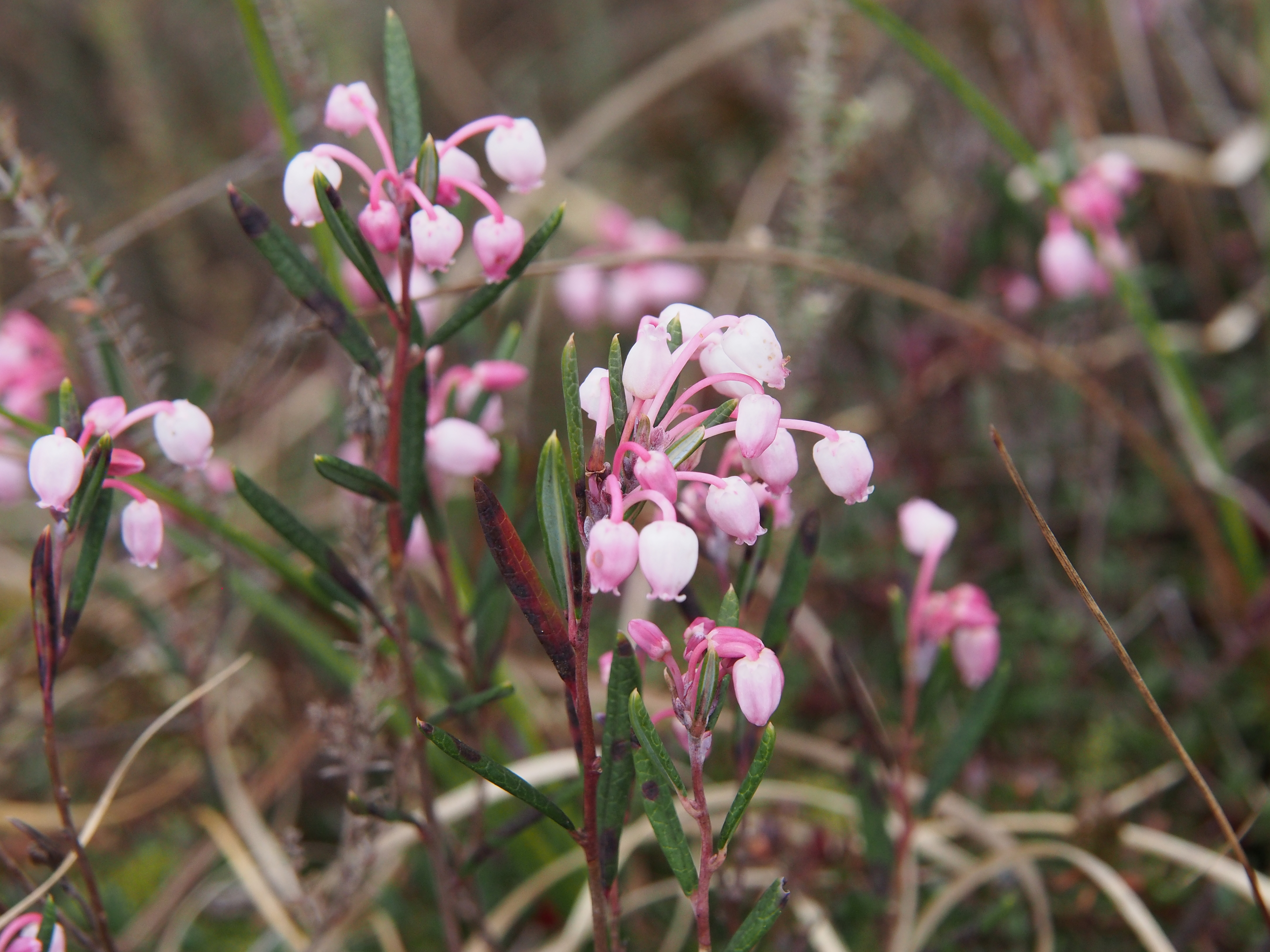
Rosmarinheide (Andromeda polifolia).
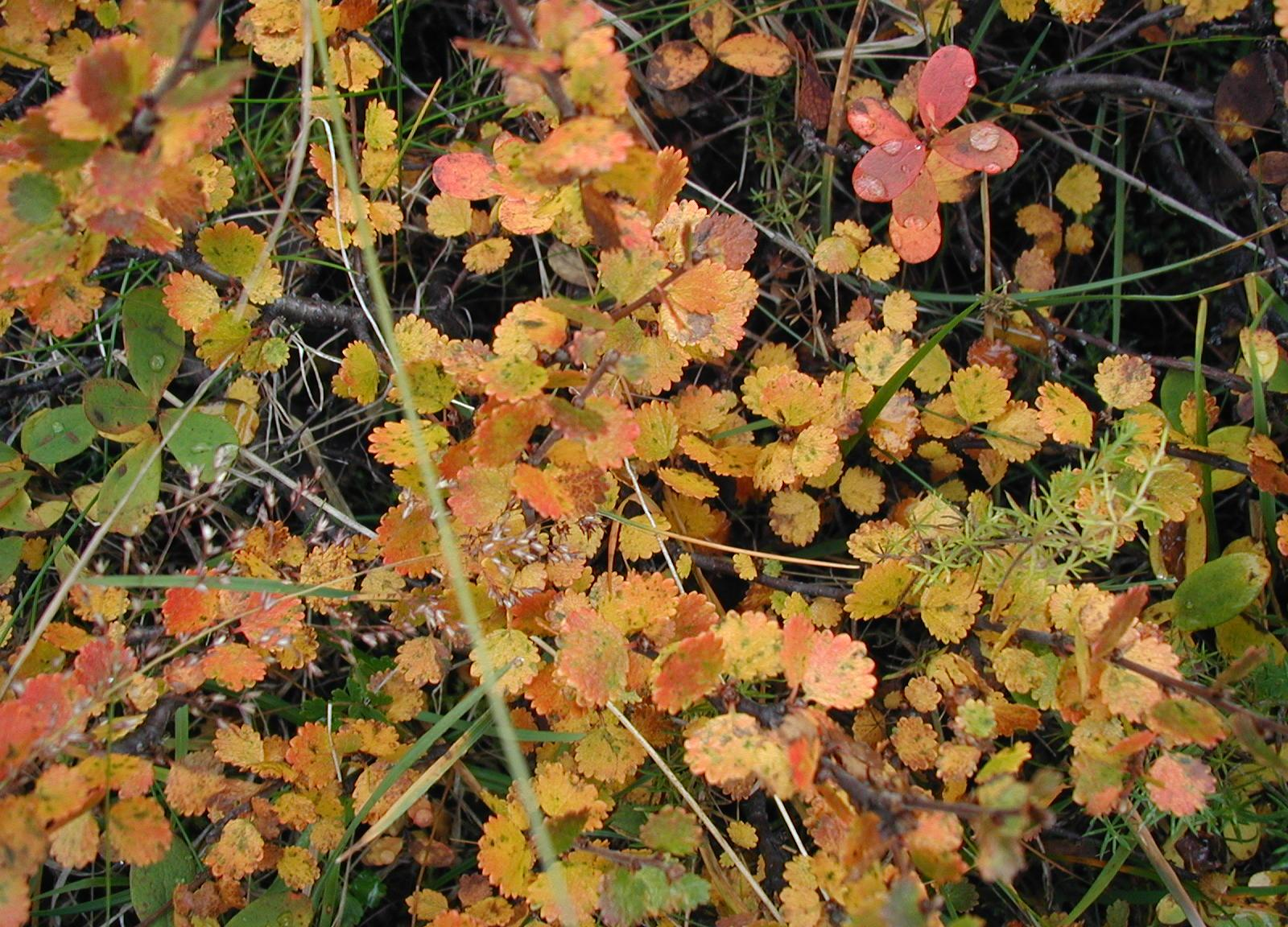
Zwerg-Birke (Betula nana).
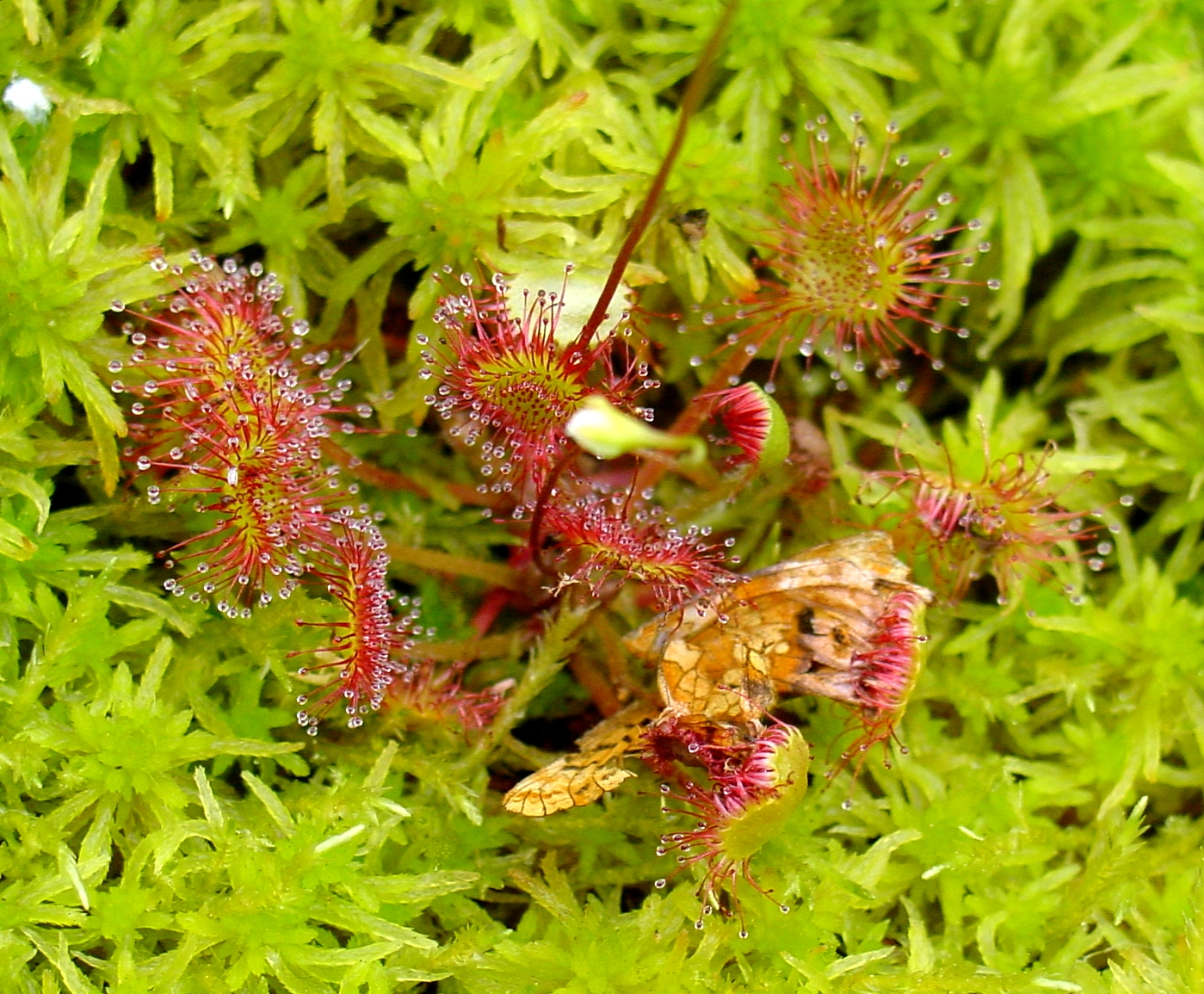
Rundblättriger Sonnentau (Drosera rotundifolia).
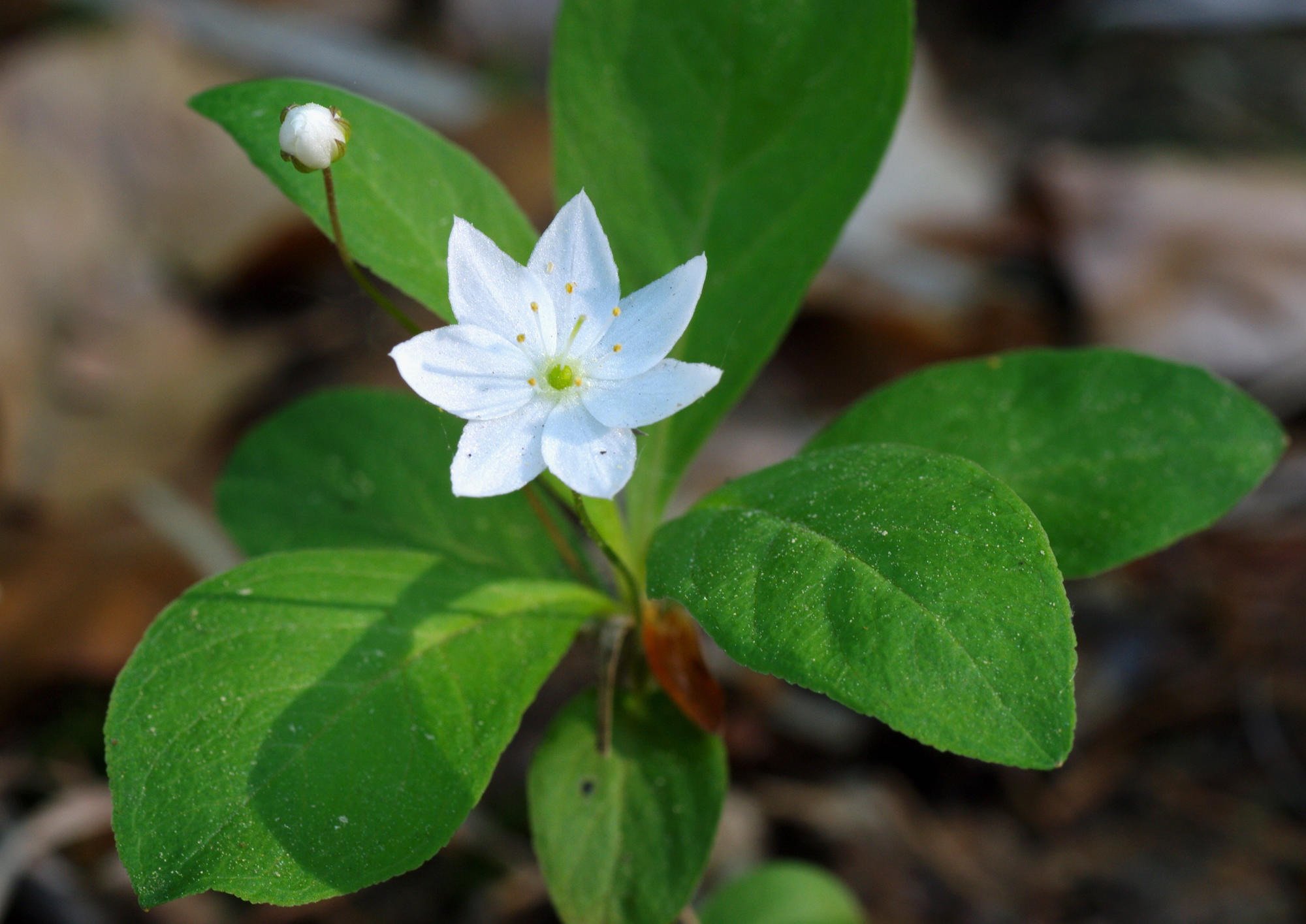
Siebenstern (Trientalis europaea).
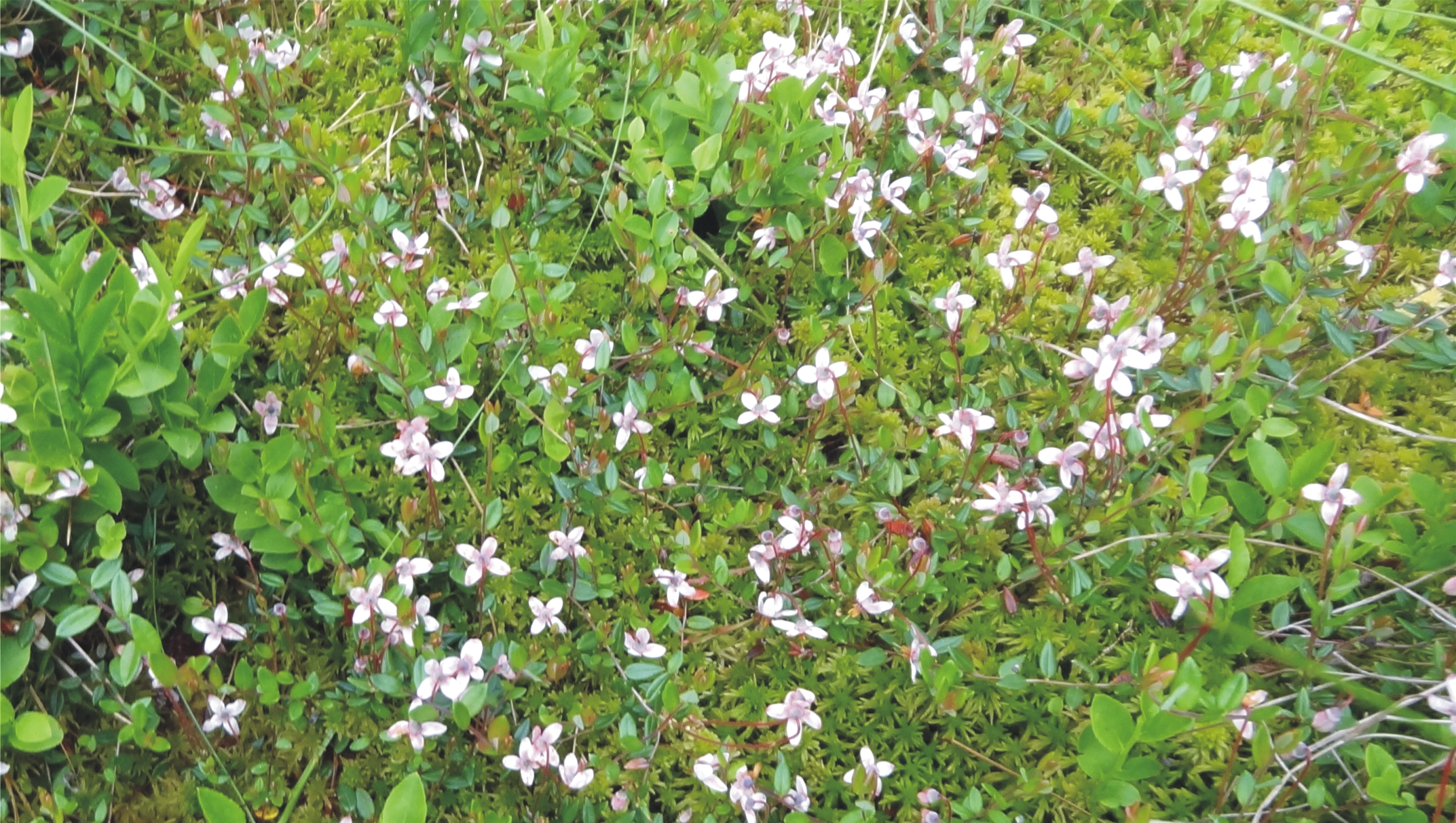
Gewöhnliche Moosbeere (Vaccinium oxycoccos).

## Schutzkategorien
Die Naturschutzgebietsflächen sind zusätzlich Teil weiterer Schutzgebiete:
- Important Bird Area „Freiwald“[7]
- Natura-2000-Vogelschutzgebiet „Waldviertel“[8]
- FFH-Gebiet „Waldviertler Teich-, Heide- und Moorlandschaft“[9]
- Ramsar-Gebiet „Waldviertler Teich-, Moor- und Flusslandschaft“ (Feuchtgebiet von internationaler Bedeutung)[10]
- Grünes Band Europas[11].

## Eingriffe

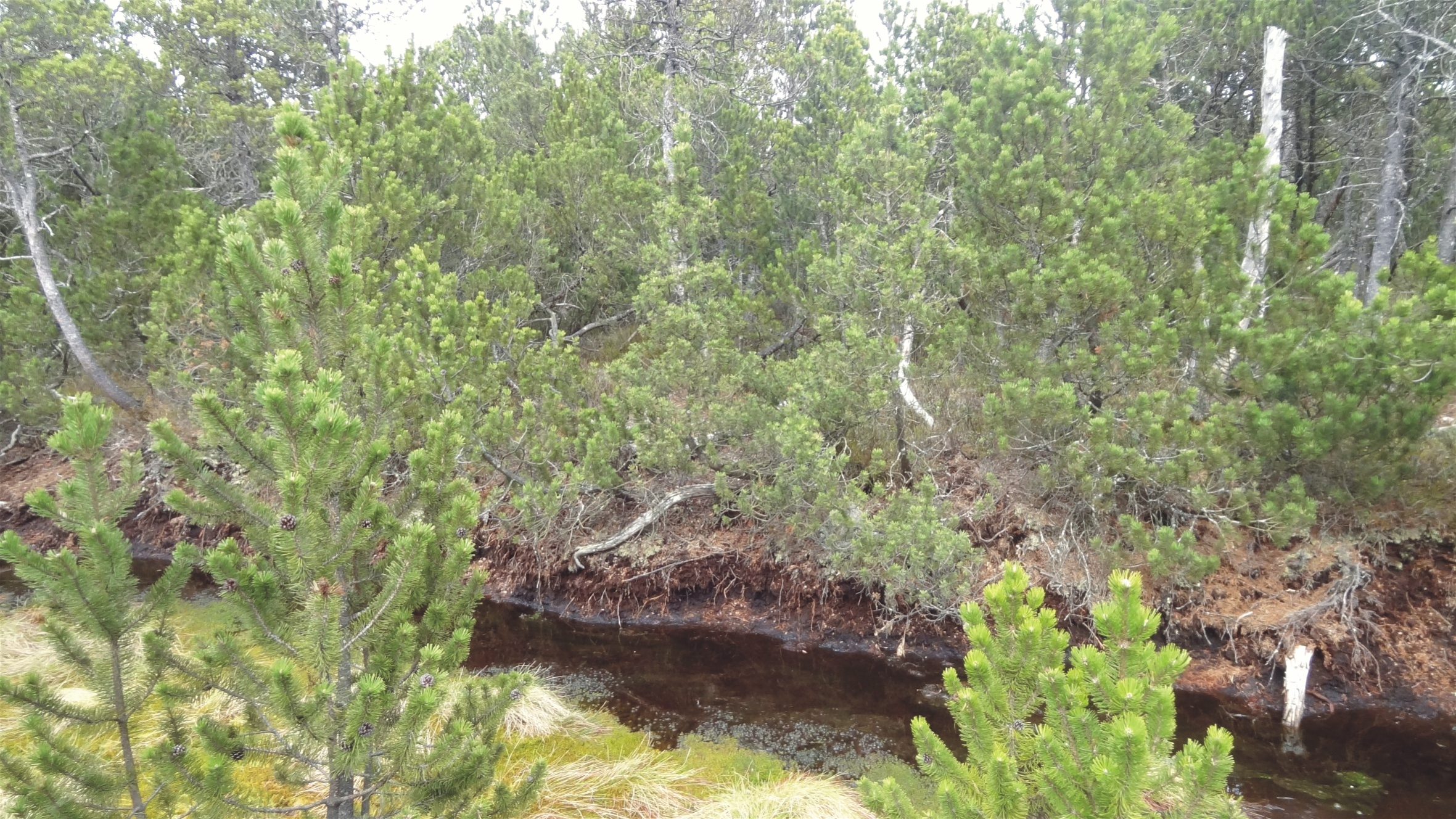
Entwässerungsgraben im Hochmoor Große Heide.

Im Jahr 2000 wurde für das Teilgebiet Große Heide in einer Studie des WWF festgehalten: „Die Große Heide ist in der unmittelbaren Umgebung durch Forststraßenbau und weiterhin wirksame Entwässerungsgräben stark beeinträchtigt, obwohl sie zusätzlich vom Europarat als Biogenetisches Reservat ausgewiesen wurde.“.
Im Jahr 2002 wurde das Ramsar-Gebiet, in dem die Karlstifter Moore liegen, vom Umweltbundesamt untersucht und die Untersuchungsergebnisse vom Rechnungshof aufgegriffen. Das Umweltbundesamt stellte „in den Karlstifter Mooren forstliche Nutzung ohne Naturschutzauflagen sowie teilweise touristische Übererschließung des Gebiets fest.“ und der Rechnungshof verlangte, das gesamte Ramsar-Gebiet zumindest als Naturschutzgebiet auszuweisen, um einen entsprechend nachhaltigen Schutz zu erreichen, was bis heute (Stand: 1. Mai 2014) nicht erfolgte.
Danach gab es weitere Eingriffe in den Moorlebensräumen von Karlstift.